# Шеин, Сергей Аристионович
Сергей Христианович (Аристионович) Шеин (25 декабря 1861 [6 января 1862], Воронежская губерния — 28 октября [9 ноября] 1892, Санкт-Петербург) — русский актёр.

## Биография
Родился 25 декабря 1861 (6 января 1862) года в родовом поместье в Воронежской губернии. Воспитывался он сначала в Воронежском кадетском корпусе, а затем в Петровской земледельческой академии.
Но любовь к театру побудила его посвятить себя сценической деятельности. Выступать на сцене Шеин начал в 1882 году в Острогожске, принимая участие в товариществе драматических артистов под управлением А. М. Жуковского. Почти вся его дальнейшая сценическая деятельность в течение 11 лет принадлежала провинции. Он играл в Киеве, Житомире, Воронеже, Архангельске, Херсоне, Новочеркасске, Курске и последние три года — в Харькове, где находился в составе местного драматического товарищества. Исполняя роли самых разнообразных амплуа, Шеин пользовался наибольшим успехом в характерных и бытовых ролях, а также в ролях простаков. Наиболее выдающимися его ролями были: Тихон («Гроза»), Бородкин («Не в свои сани не садись»), Счастливцев («Лес»), Андрей Калгуев («Новое Дело»), Недыхляев («Кручина»), Рожнов («Горе-злосчастье») и др.
В сентябре 1892 года Шеин переехал в Санкт-Петербург, поступил на службу в дирекцию Императорских театров и с успехом дебютировал на сцене Александринского театра в роли Недыхляева в «Кручине», и в роли Хлестакова в «Ревизоре». В течение кратковременного периода выступлений на Императорской сцене Шеин участвовал только в 9 спектаклях, исполнив, кроме двух дебютных ролей, следующие: Ранцев («Ольга Ранцева»), Белогубов («Доходное место»), Сыромятов («Женитьба Белугина») и Адашев («Царь Иоанн IV»). В последней из них Шеин появился только один раз — 13 октября 1892 года, когда во время спектакля почувствовал недомогание. Ещё сыграв затем через силу 16 октября роль Ранцева, он на следующий день слёг, как выяснилось, с брюшным тифом, осложнившимся болезнью почек.
Скончался 28 октября (9 ноября) 1892 года. Погребён на Волковом православном кладбище.
Жена — Елена Ивановна Шеина (вторым браком замужем за актёром и антрепренёром В. И. Никулиным).